# Eublemma pretoriae
Eublemma pretoriae là một loài bướm đêm trong họ Erebidae.